# Rocinante (planeta)
Rocinante (también conocido como Mu Arae d) es el tercer planeta extrasolar en ser descubierto alrededor de la estrella Cervantes y el segundo en distancia desde su estrella. El mismo está situado en la constelación de Ara, a una distancia aproximada de 49,8 años luz de la Tierra. Su descubrimiento fue realizado el 5 de agosto de 2006, mediante el estudio de la velocidad radial de su estrella.
El planeta posee aproximadamente la mitad de la masa de Júpiter y orbita a una distancia de 0,921 UA de su estrella, durante un período de 310,55 días. Debido a la distancia a la cual se encuentra, es probable que esta sea lo suficientemente cercana para que reciba radiación ultravioleta en una cantidad comparable a la que recibe la Tierra; no obstante, el planeta se halla demasiado cercano a su estrella para poder conservar agua en estado líquido sobre su superficie. Además, debido a su masa, posiblemente se trate de un gigante gaseoso sin una superficie sólida.